# Liste des épisodes de Riverdale

Cette page présente la liste des épisodes de la série télévisée Riverdale.

## Panorama des saisons
| Saisons | Saisons | Nombre d'épisodes | Diffusion originale | Diffusion originale | Téléspectateurs (en moyenne) |
| Saisons | Saisons | Nombre d'épisodes | Début de saison     | Fin de saison       | Téléspectateurs (en moyenne) |
| ------- | ------- | ----------------- | ------------------- | ------------------- | ---------------------------- |
|         | 1       | 13                | 26 janvier 2017     | 11 mai 2017         | 1,04 million                 |
|         | 2       | 22                | 11 octobre 2017     | 16 mai 2018         | 1,37 million                 |
|         | 3       | 22                | 10 octobre 2018     | 15 mai 2019         | 1,05 million                 |
|         | 4       | 19                | 9 octobre 2019      | 6 mai 2020          | 733 000                      |
|         | 5       | 19                | 20 janvier 2021     | 6 octobre 2021      | 461 000                      |
|         | 6       | 22                | 16 novembre 2021    | 31 juillet 2022     | À venir                      |
|         | 7       | 20                | 29 mars 2023        | 23 août 2023        | À venir                      |

## Liste des épisodes

### Première saison (2017)
Composée de treize épisodes, elle a été diffusée entre le 26 janvier et le 11 mai 2017.
1. Chapitre un : Au bord de la rivière (Chapter One: The River's Edge)
2. Chapitre deux : Le Diable incarné (Chapter Two: A Touch of Evil)
3. Chapitre trois : Autre (Chapter Three: Body Double)
4. Chapitre quatre : La Dernière Séance (Chapter Four: The Last Picture Show)
5. Chapitre cinq : Sans cœur (Chapter Five: Heart of Darkness)
6. Chapitre six : Pussycat (Chapter Six: Faster, Pussycats! Kill! Kill!)
7. Chapitre sept : La Confiance (Chapter Seven: In a Lonely Place)
8. Chapitre huit : En marge du système (Chapter Eight: The Outsiders)
9. Chapitre neuf : La Grande Illusion (Chapter Nine: La Grande Illusion)
10. Chapitre dix : Secrets et péchés (Chapter Ten: The Lost Weekend)
11. Chapitre onze : Retour à Riverdale (Chapter Eleven: To Riverdale and Back Again)
12. Chapitre douze : Anatomie d'un meurtre (Chapter Twelve: Anatomy of a Murder)
13. Chapitre treize : Le Repos éternel (Chapter Thirteen: The Sweet Hereafter)

### Deuxième saison (2017-2018)
Composée de 22 épisodes, elle a été diffusée entre le 11 octobre 2017 et le 16 mai 2018.
1. Chapitre quatorze : Un baiser avant de mourir (Chapter Fourteen: A Kiss Before Dying)
2. Chapitre quinze : Noctambules (Chapter Fifteen: Nighthawks)
3. Chapitre seize : Le Veilleur de la forêt (Chapter Sixteen: The Watcher in the Woods)
4. Chapitre dix-sept : La ville qui redoutait le crépuscule (Chapter Seventeen: The Town that Dreaded Sundown)
5. Chapitre dix-huit : Terreur sur la ligne (Chapter Eighteen: When a Stranger Calls)
6. Chapitre dix-neuf : Rendez-vous avec la mort (Chapter Nineteen: Death Proof)
7. Chapitre vingt : Contes macabres (Chapter Twenty: Tales from the Darkside)
8. Chapitre vingt-et-un : La Maison du diable (Chapter Twenty-One: House of the Devil)
9. Chapitre vingt-deux : Nuit de Noël, nuit mortelle (Chapter Twenty-Two: Silent Night, Deadly Night)
10. Chapitre vingt-trois : La Jungle de Riverdale High (Chapter Twenty-Three: The Blackboard Jungle)
11. Chapitre vingt-quatre : Le Champion de lutte (Chapter Twenty-Four: The Wrestler)
12. Chapitre vingt-cinq : Œil pour œil et dent pour dent (Chapter Twenty-Five: The Wicked and the Divine)
13. Chapitre vingt-six : Cœur loquace (Chapter Twenty-Six: The Tell-Tale Heart)
14. Chapitre vingt-sept : La colline a des yeux (Chapter Twenty-Seven: The Hills Have Eyes)
15. Chapitre vingt-huit : Bain de sang (Chapter Twenty-Eight: There Will Be Blood)
16. Chapitre vingt-neuf : Couleurs primaires (Chapter Twenty-Nine: Primary Colors)
17. Chapitre trente : L'étau se resserre (Chapter Thirty: The Noose Tightens)
18. Chapitre trente-et-un : La Nuit de tous les dangers (Chapter Thirty-One: A Night to Remember)
19. Chapitre trente-deux : Prisonniers (Chapter Thirty-Two: Prisoners)
20. Chapitre trente-trois : Sans l'ombre d'un doute (Chapter Thirty-Three: Shadow of a Doubt)
21. Chapitre trente-quatre : La Nuit du jugement (Chapter Thirty-Four: Judgement Night)
22. Chapitre trente-cinq : Le Meilleur des mondes (Chapter Thirty-Five: Brave New World)

### Troisième saison (2018-2019)
Composée de 22 épisodes, elle a été diffusée entre le 10 octobre 2018 et le 15 mai 2019.
1. Chapitre trente-six : Dernier jour de vacances (Chapter Thirty-Six: Labor Day)
2. Chapitre trente-sept : De la fortune et des hommes (Chapter Thirty-Seven: Fortune and Men's Eyes)
3. Chapitre trente-huit : Aussi joli en sous-sol (Chapter Thirty-Eight: As Above, So Below)
4. Chapitre trente-neuf : Le Midnight Club (Chapter Thirty-Nine: The Midnight Club)
5. Chapitre quarante : La Grande Évasion (Chapter Forty: The Great Escape)
6. Chapitre quarante-et-un : Chasse à l'homme (Chapter Forty-One: Manhunter)
7. Chapitre quarante-deux : L'Homme en noir (Chapter Forty-Two: The Man in Black)
8. Chapitre quarante-trois : L'Épidémie (Chapter Forty-Three: Outbreak)
9. Chapitre quarante-quatre : Sans issue (Chapter Forty-Four: No Exit)
10. Chapitre quarante-cinq : L'Inconnu (Chapter Forty-Five: The Stranger)
11. Chapitre quarante-six : Le Dahlia rouge (Chapter Forty-Six: The Red Dahlia)
12. Chapitre quarante-sept : Bizarroville (Chapter Forty-Seven: Bizarrodale)
13. Chapitre quarante-huit : Requiem pour un poids welter (Chapter Forty-Eight: Requiem for a Welterweight)
14. Chapitre quarante-neuf : Jouer avec le feu (Chapter Forty-Nine: Fire Walk with Me)
15. Chapitre cinquante : Rêves américains (Chapter Fifty: American Dreams)
16. Chapitre cinquante-et-un : L'éclate (Chapter Fifty-One: Big Fun)
17. Chapitre cinquante-deux : La descente (Chapter Fifty-Two: The Raid)
18. Chapitre cinquante-trois : Le sucre magique (Chapter Fifty-Three: Jawbreaker)
19. Chapitre cinquante-quatre : Gare au criminel (Chapter Fifty-Four: Fear the Reaper)
20. Chapitre cinquante-cinq : Le bal de fin d'année (Chapter Fifty-Five: Prom Night)
21. Chapitre cinquante-six : Un sombre secret (Chapter Fifty-Six: The Dark Secret of Harvest House)
22. Chapitre cinquante-sept : Survivre à cette nuit (Chapter Fifty-Seven: Survive the Night)

### Quatrième saison (2019-2020)
Composée de 19 épisodes, elle a été diffusée entre le 9 octobre 2019 et le 6 mai 2020.
1. Chapitre cinquante-huit : In Memoriam (Chapter Fifty-Eight: In Memoriam)
2. Chapitre cinquante-neuf : Tempus fugit (Chapter Fifty-Nine: Fast Times at Riverdale )
3. Chapitre soixante : Un après-midi de chien (Chapter Sixty: Dog Day Afternoon)
4. Chapitre soixante-et-un : Halloween (Chapter Sixty-One: Halloween)
5. Chapitre soixante-deux : Témoin à charge (Chapter Sixty-Two: Witness for the Prosecution)
6. Chapitre soixante-trois : Hérédité (Chapter Sixty-Three: Hereditary)
7. Chapitre soixante-quatre : Tempête de glace (Chapter Sixty-Four: The Ice Storm)
8. Chapitre soixante-cinq : En analyse (Chapter Sixty-Five: In Treatment)
9. Chapitre soixante-six : Tangerine (Chapter Sixty-Six: Tangerine)
10. Chapitre soixante-sept : Varsity Blues (Chapter Sixty-Seven: Varsity Blues)
11. Chapitre soixante-huit : Le grand quiz (Chapter Sixty-Eight: Quiz Show)
12. Chapitre soixante-neuf : Les chemins de la dignité (Chapter Sixty-Nine: Men of Honor)
13. Chapitre soixante-dix : Les Ides de mars (Chapter Seventy: The Ides of March)
14. Chapitre soixante-et-onze : Meurtre et contrecoup (Chapter Seventy-One: How to Get Away with Murder)
15. Chapitre soixante-douze : Prête à tout (Chapter Seventy-Two: To Die For)
16. Chapitre soixante-treize : Huis clos (Chapter Seventy-Three: The Locked Room)
17. Chapitre soixante-quatorze : Vilaine petite ville (Chapter Seventy-Four: Wicked Little Town)[note 1],[11]
18. Chapitre soixante-quinze : Lynchien (Chapter Seventy-Five: Lynchian)
19. Chapitre soixante-seize : Tuer M. Honey (Chapter Seventy-Six: Killing Mr Honey)

### Cinquième saison (2021)
Composée de 19 épisodes, elle a été diffusée entre le 20 janvier et le 6 octobre 2021.
1. Chapitre soixante-dix-sept : Acmé (Chapter Seventy-Seven: Climax)
2. Chapitre soixante-dix-huit : Les Meurtres chics (Chapter Seventy-Eight: The Preppy Murders)
3. Chapitre soixante-dix-neuf : La Remise des diplômes (Chapter Seventy-Nine: Graduation)
4. Chapitre quatre-vingt : Le Purgatoire (Chapter Eighty: Purgatorio)
5. Chapitre quatre-vingt-un : Retrouvailles (Chapter Eighty-One: The Homecoming)
6. Chapitre quatre-vingt-deux : Rentrée des classes (Chapter Eighty-Two: Back to School)
7. Chapitre quatre-vingt-trois : Visiteurs extraterrestres (Chapter Eighty-Three: Fire in the Sky)
8. Chapitre quatre-vingt-quatre : Soirée trousseaux (Chapter Eighty-Four: Lock & Key)
9. Chapitre quatre-vingt-cinq : Le Mal incarné (Chapter Eighty-Five: Destroyer)
10. Chapitre quatre-vingt-six : Monsieur Pelote (Chapter Eighty-Six: The Pincushion Man)
11. Chapitre quatre-vingt-sept : Drôles de paroissiennes (Chapter Eighty-Seven: Strange Bedfellows)
12. Chapitre quatre-vingt-huit : Monsieur Lodge (Chapter Eighty-Eight: Citizen Lodge)
13. Chapitre quatre-vingt-neuf : Reservoir Dogs (Chapter Eighty-Nine: Reservoir Dogs)
14. Chapitre quatre-vingt-dix : La Galerie de nuit (Chapter Ninety: The Night Gallery)
15. Chapitre quatre-vingt-onze : Les Pussycats (Chapter Ninety-One: Return of the Pussycats)
16. Chapitre quatre-vingt-douze : À tous nos frères disparus (Chapter Ninety-Two: Band of Brothers)
17. Chapitre quatre-vingt-treize : La Danse de mort (Chapter Ninety-Three: Dance of Death)
18. Chapitre quatre-vingt-quatorze : Comme si de rien n'était (Chapter Ninety-Four: Next to Normal)
19. Chapitre quatre-vingt-quinze : Ressusciter Riverdale ? (Chapter Ninety-Five: RIVERDALE: RIP(?))

### Sixième saison (2021-2022)
Composée de 22 épisodes, cette saison est découpée en deux parties : La première, intitulée RiverVale, est un événement en cinq épisodes diffusé entre le 16 novembre et le 14 décembre 2021. La deuxième partie, avec dix-sept épisodes, est diffusée depuis le 20 mars 2022 jusqu'au 31 juillet 2022.
Partie 1 – RiverVale
1. Chapitre quatre-vingt-seize : Bienvenue à Rivervale (Chapter Ninety-Six: Welcome to Rivervale)
2. Chapitre quatre-vingt-dix-sept : Histoires de fantômes (Chapter Ninety-Seven: Ghost Stories)
3. Chapitre quatre-vingt-dix-huit : M. Cypher (Chapter Ninety-Eight: Mr Cypher)
4. Chapitre quatre-vingt-dix-neuf : Nuit(s) de magie (Chapter Ninety-Nine: The Witching Hour(s))
5. Chapitre cent : Le Paradoxe de Jughead (Chapter One Hundred: The Jughead Paradox)

Partie 2
1. Chapitre cent un : Incroyable (Chapter One Hundred and One: Unbelievable)
2. Chapitre cent deux : L'Angle mort (Chapter One Hundred and Two: Death at a Funeral)
3. Chapitre cent trois : La Ville (Chapter One Hundred and Three: The Town)
4. Chapitre cent quatre : La Proposition de la reine des Serpents (Chapter One Hundred and Four: The Serpent Queen's Gambit)
5. Chapitre cent cinq : Héros populaires (Chapter One Hundred and Five: Folk Heroes)
6. Chapitre cent six : Les Anges gardiens (Chapter One Hundred and Six: Angels in America)
7. Chapitre cent sept : Le Brouillard (Chapter One Hundred and Seven: In the Fog)
8. Chapitre cent huit : Ex-libris (Chapter One Hundred and Eight: Ex-Libris)
9. Chapitre cent neuf : Venimeuse (Chapter One Hundred and Nine: Venomous)
10. Chapitre cent dix : Ce qui rôde dans la nuit (Chapter One Hundred and Ten: Things that Go Bump in the Night)
11. Chapitre cent onze : L'Âme des ouvriers (Chapter One Hundred and Eleven: Blue Collar)
12. Chapitre cent douze : American Psychos (Chapter One Hundred and Twelve: American Psychos)
13. Chapitre cent treize : Biblique (Chapter One Hundred and Thirteen: Biblical)
14. Chapitre cent quatorze : Les Sorcières de Riverdale (Chapter One Hundred and Fourteen: The Witches of Riverdale)
15. Chapitre cent quinze : De retour à Rivervale (Chapter One Hundred and Fifteen: Return to Rivervale)
16. Chapitre cent seize : La Bataille finale (Chapter One Hundred and Sixteen: The Stand)
17. Chapitre cent dix-sept: La Nuit de la comète (Chapter One Hundred and Seventeen: Night of the Comet)

### Septième saison (2023)
En mars 2022, la série est renouvelée pour une septième et dernière saison et est diffusée depuis le 29 mars 2023. Cette saison sera composée de vingt épisodes.
Cette saison reprendra avec un saut dans le temps en 1950. Les protagonistes seront de nouveaux au lycée.
1. Chapitre cent dix-huit : Ne t'inquiète pas, ma chérie (Chapter One Hundred and Eighteen: Don’t Worry, Darling)
2. Chapitre cent dix-neuf : Le bal-chaussette (Chapter One Hundred and Nineteen: Skip, Hop and Thump)
3. Chapitre cent vingt : L'éducation sexuelle (Chapter One Hundred and Twenty: Sex Education)
4. Chapitre cent vingt-et-un : Amour et mariage (Chapter One Hundred and Twenty One: Love & Marriage)
5. Chapitre cent vingt-deux : Histoires à la jugulaire (Chapter One Hundred Twenty-Two: Tales in a Jugular Vein)
6. Chapitre cent vingt-trois : Voyeurisme (Chapter One Hundred Twenty-Three: Peep Show)
7. Chapitre cent vingt-quatre : Danse sensuelle (Chapter One Hundred Twenty-Four: Dirty Dancing)
8. Chapitre cent vingt-cinq : Rêves et basket-ball (Chapter One Hundred Twenty-Five: Hoop Dreams)
9. Chapitre cent vingt-six : Betty et Veronica, double programme (Chapter One Hundred Twenty-Six: Betty & Veronica Double Digest)
10. Chapitre cent vingt-sept : American Graffiti (Chapter One Hundred Twenty-Seven: American Graffiti)
11. Chapitre cent vingt-huit : Halloween-win ? (Chapter One Hundred Twenty-Eight: Halloween II)
12. Chapitre cent vingt-neuf : Après la chute (Chapter One Hundred and Twenty-Nine: After the Fall)
13. Chapitre cent trente : Les Sorcières de Salem (Chapter One Hundred and Thirty: The Crucible)
14. Chapitre cent trente-et-un : La comédie musicale  (Chapter One Hundred and Thirty-One: Archie : The Musical)
15. Chapitre cent trente-deux : Le concours de Miss Riverdale (Chapter One Hundred and Thirty-Two: Miss Teen Riverdale)
16. Chapitre cent trente-trois : Érotisme (Chapter One Hundred Thirty-Three: Stag)
17. Chapitre cent trente-quatre : Féline câline (Chapter One Hundred Thirty-Four: A Different Kind of Cat)
18. Chapitre cent-trente-cinq : Pour un avenir meilleur (Chapter One Hundred Thirty-Five: For A Better Tomorrow)
19. Chapitre cent trente-six : L'âge d'or de la télévision (Chapter One Hundred Thirty-Six: The Golden Age of Television)
20. Chapitre cent trente-sept : Bye, bye, Riverdale (Chapter One Hundred and Thirty-Seven: Goodbye, Riverdale)